# Matt Oberg

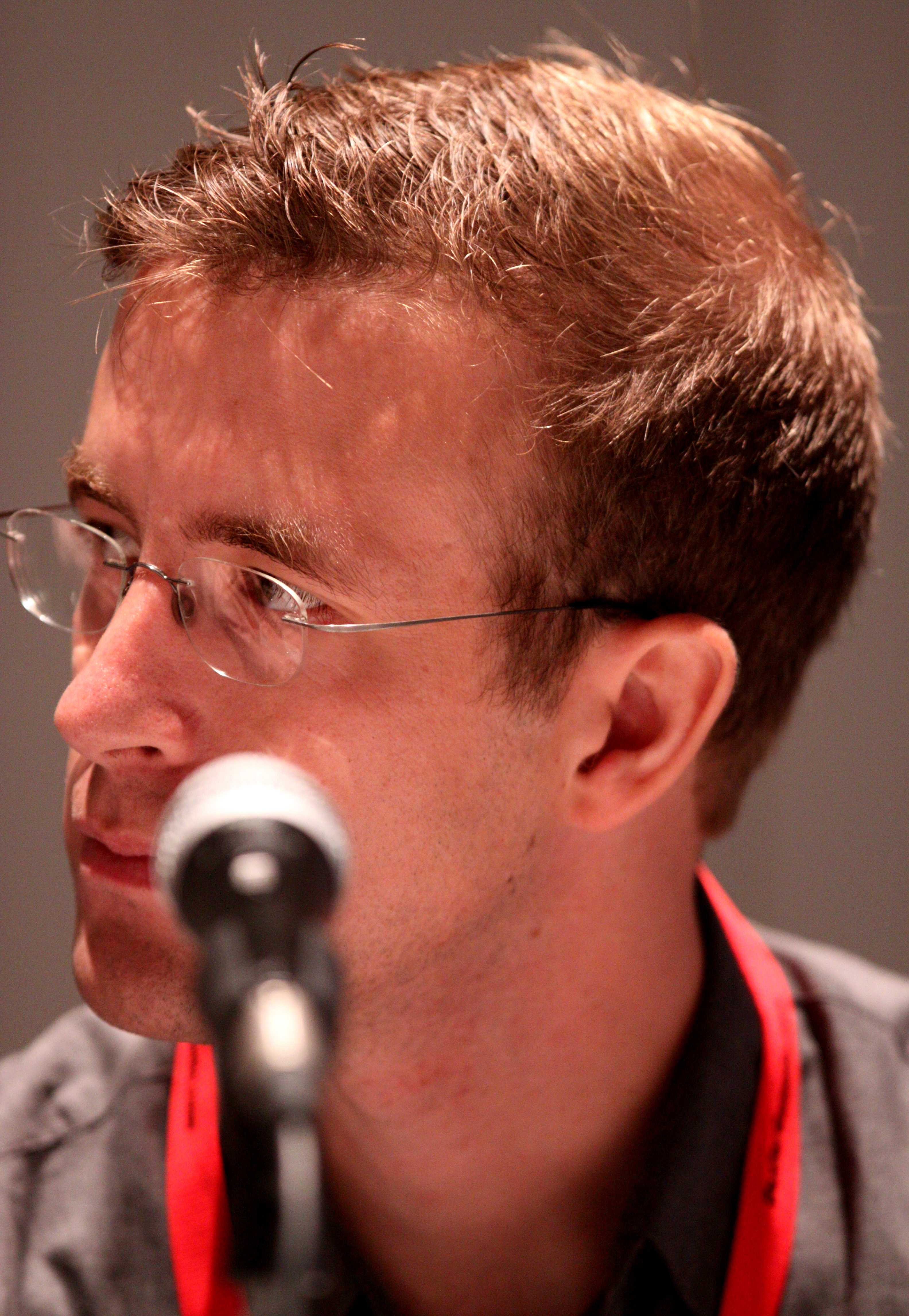
Matt Oberg, 2010

Matthew French "Matt" Oberg (* 12. August 1976 in Larchmont, New York) ist ein US-amerikanischer Schauspieler. Bekanntheit erlangte er vor allem durch seine Serienrollen in Ugly Americans und Veep – Die Vizepräsidentin.

## Leben und Karriere
Matt Oberg stammt aus Larchmont, im US-Bundesstaat New York. Er besuchte die University of Michigan und ist seit 2004 als Schauspieler aktiv, nachdem er einen Auftritt in der Comeydshow Chappelle’s Show hatte. Nach Auftritten in mehreren Kurzfilmen übernahm er 2011 Rollen in den Parodieshows Onion SportsDome und Onion News Network von den Schöpfern von The Onion.
Von 2010 bis 2012 sprach Oberg die Hauptrolle des Sozialarbeiters Mark Lilly in der Animationsserie Ugly Americans. 2012 übernahm er eine kleine Rolle im Film Das Bourne Vermächtnis. Seitdem trat er in Serien wie 30 Rock, Hart of Dixie, Trophy Wife, The Mindy Project, Powerless, Superstore, Mom, Modern Family oder A Million Little Things vermehrt in Gastrollen auf.
2015 war er als Mitch Reed in der Serie The Comedians zu sehen. Von 2016 bis 2017 folgte eine wiederkehrende Rolle in The Real O’Neals. Ebenfalls ab 2016 gehörte er in der Rolle des Buddy Calhoun zur Besetzung der Dramedy-Serie Veep – Die Vizepräsidentin, den er von Staffel 5 bis zur finalen siebten Staffel spielte. In Fresh Off the Boat war er von 2017 bis 2018 als Matthew Chestnut in einer Nebenrolle zu sehen.
Matt Oberg ist seit 2011 mit Elizabeth Bangs verheiratet.

## Filmografie (Auswahl)
- 2004: Chappelle’s Show (Fernsehshow, eine Folge)
- 2007: Starveillance (Fernsehserie, Episode 1x01)
- 2007, 2013: 30 Rock (Fernsehserie, 2 Episoden)
- 2008: My First Kidnapping (Kurzfilm)
- 2009: Delocated (Fernsehserie, Episode 1x02)
- 2010: A Little Help
- 2010–2012: Ugly Americans (Fernsehserie, 22 Episoden, Stimme)
- 2011: Onion SportsDome (Fernsehserie, 11 Episoden)
- 2011: They're Out of the Business
- 2011: The Onion News Network (Fernsehserie, 7 Episoden)
- 2012: Eugene! (Fernsehfilm)
- 2012: Das Bourne Vermächtnis (The Bourne Legacy)
- 2013: Bert and Arnie's Guide to Friendship
- 2013–2015: Hart of Dixie (Fernsehserie, 5 Episoden)
- 2014: Trophy Wife (Fernsehserie, Episode 1x11)
- 2014: Welcome to Sweden (Fernsehserie, Episode 1x10)
- 2014: The Mindy Project (Fernsehserie, 2 Episoden)
- 2014: Clown
- 2015: Lamb (Stimme)
- 2015: The Comedians (Fernsehserie, 13 Episoden)
- 2015: Truth Be Told (Fernsehserie, Episode 1x02)
- 2015: Sisters
- 2015–2021: Superstore (Fernsehserie, 4 Episoden)
- 2016: Brave New Jersey
- 2016–2017: The Real O’Neals (Fernsehserie, 17 Episoden)
- 2016–2019: Veep – Die Vizepräsidentin (Veep, Fernsehserie, 12 Episoden)
- 2017: Powerless (Fernsehserie, Episode 1x08)
- 2017–2018: Unbreakable Kimmy Schmidt (Fernsehserie, 2 Episoden)
- 2017–2018: Fresh Off the Boat (Fernsehserie)
- 2018: Mom (Fernsehserie, 2 Episoden)
- 2018: Modern Family (Fernsehserie, Episode 10x04)
- 2019: A Million Little Things (Fernsehserie, Episode 1x12)
- seit 2019: Harley Quinn (Fernsehserie, Stimme)
- 2020: Briarpatch: Texas Kills! (Fernsehserie, 2 Episoden)
- 2024: Nobody Wants This (Fernsehserie)
- 2024: Abbott Elementary (Fernsehserie, 1 Episode)